# One Second (Yello)
One Second è il quinto album in studio del gruppo di musica elettronica svizzero Yello, pubblicato nel 1987.

## Tracce
1. La Habanera
2. Moon on Ice
3. Call It Love
4. Le Secret Farida
5. Hawaiian Chance
6. The Rhythm Divine
7. Santiago
8. Goldrush
9. Oh Yeah
10. Dr. Van Steiner
11. Si Senor the Hairy Grill
12. L'Hôtel